# Xestia dilucida
Xestia dilucida là một loài bướm đêm thuộc họ Noctuidae. Nó được tìm thấy ở miền nam Maine tới miền bắc Florida, phía tây đến trung Ohio và miền đông Texas.
Sải cánh dài khoảng 36 mm. Con trưởng thành bay từ tháng 9 đến tháng 11. Có một lứa một năm.
Ấu trùng ăn các loài Vaccinium.